# SNK vs. Capcom: SVC Chaos
SNK vs. Capcom: SVC Chaos (エス・エヌ・ケイ バーサス カプコン エスブイシー カオス?, Esu Enu Kei Bāsasu Kapukon Esbuishī Kaosu)  è un videogioco picchiaduro, pubblicato nel 2003 dalla Playmore per il Neo Geo arcade e per le piattaforme domestiche PlayStation 2 e Xbox.
SNK vs. Capcom: SVC Chaos amalgama personaggi provenienti dai picchiaduro The King of Fighters, Samurai Shodown, Street Fighter e Darkstalkers, ed il quarto videogioco della serie SNK vs. Capcom, che combina i personaggi delle due software house rivali, successivo a Capcom vs. SNK 2.

## Modalità di gioco
Fondato sullo stile di gioco della serie The King of Fighters, sono quattro i tasti utilizzabili: due dedicati ai pugni, rispettivamente quello potente e quello blando e, analogamente, due per i calci.
La modalità principale è retta dalle sfide 1 contro 1. Ad ogni incontro, i personaggi esprimeranno i loro pareri, battibeccandosi a vicenda. Ad essere stata aggiunta è una nuova contromossa, la scansata frontale, in grado di far schivare al giocatore gli attacchi avversari.
Durante i combattimenti è possibile riempire la Power Bar fino ad un massimo di tre livelli, ma una volta caricata al massimo essa lentamente scorrerà sino alla fine, costringendo il giocatore ad essere tempestivo nell'infliggere all'avversario quanti più danni possibile.

## Personaggi

### Personaggi SNK
Ordinari
- Kyo Kusanagi (da The King of Fighters '94)
- Iori Yagami (da The King of Fighters '95)
- Terry Bogard (da Fatal Fury)
- Mai Shiranui (da Fatal Fury 2)
- Kim Kaphwan (da Fatal Fury 2)
- Choi Bounge (da The King of Fighters '94)
- Ryo Sakazaki (da Art of Fighting)
- Kasumi Todoh (da Path of the Warrior: Art of Fighting 3)
- Mr. Karate (da Art of Fighting)
- Earthquake (da Samurai Shodown)
- Genjuro Kibagami (da Samurai Shodown II)
- Shiki (da Samurai Shodown 64)

Semi-boss
- Geese Howard (da Fatal Fury)
- Goenitz (da The King of Fighters '96)
- Mars People (da Metal Slug 2)
- Orochi Iori (da The King of Fighters '97)

Boss
- Serious Mr. Karate (personaggio originale)

Boss segreto
- Athena Asamiya (da Athena)

### Personaggi Capcom
Ordinari
- Ryu (da Street Fighter)
- Ken (da Street Fighter)
- Chun-Li (da Street Fighter II)
- Guile (da Street Fighter II)
- Dhalsim (da Street Fighter II)
- Balrog (da Street Fighter II)
- Vega (da Street Fighter II)
- Sagat (da Street Fighter)
- M. Bison (da Street Fighter II)
- Akuma (da Super Street Fighter II Turbo)
- Hugo (da Street Fighter III 2nd Impact)
- Tessa (da Red Earth)

Semi-boss
- Dan Hibiki (da Street Fighter Alpha)
- Demitri Maximoff (da Darkstalkers)
- Violent Ken (Street Fighter II: The Animated Movie)
- Megaman Zero (da Mega Man Zero)

Boss
- Shin Akuma (da Street Fighter Alpha 2)

Boss segreto
- Red Arremer (da Ghosts 'n Goblins)

## Edizioni
Le versioni per PlayStation 2 ed Xbox furono pubblicate solo per il mercato giapponese e PAL; negli Stati Uniti uscì esclusivamente per Xbox.
La possibilità di giocare online è stata implementata solo nella versione per Xbox. 
Una versione con rollback netcode è uscita a luglio 2024 per Microsoft Windows, PlayStation 4 e Nintendo Switch.